# S30V

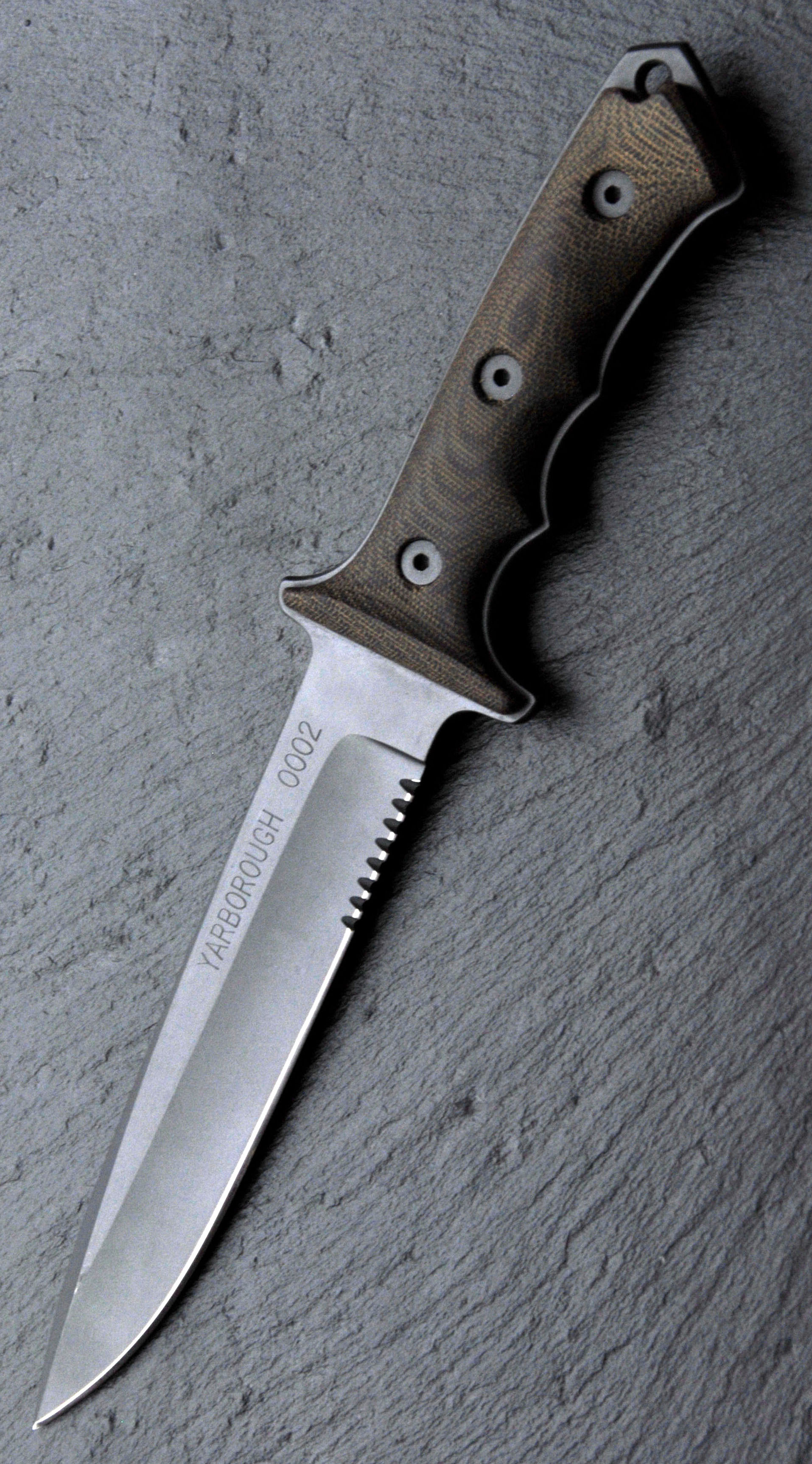
Messer mit Klinge aus S30V

S30V ist ein pulvermetallurgischer Messerstahl.
Der Stahl wurde vom amerikanischen Unternehmen Crucible Industries entwickelt. Es handelt sich um einen rostfreien Stahl, der neben 1,45 % Kohlenstoff und 14 % Chrom auch Zugaben von 4 % Vanadium und 2 % Molybdän enthält. Damit soll eine gute Kombination von Zähigkeit, Schnitthaltigkeit und Korrosionsbeständigkeit erreicht werden. Die Variante S35VN enthält auch Niob.